# Soundtrack from the Film More
| Recensione                    | Giudizio |
| ----------------------------- | -------- |
| AllMusic                      | [ 3 ]    |
| The Rolling Stone Album Guide | [ 4 ]    |
| Piero Scaruffi                | [ 5 ]    |
| Rolling Stone                 | [ 6 ]    |

Soundtrack from the Film More (noto anche come More) è il terzo  album in studio del gruppo musicale britannico Pink Floyd, pubblicato nel 1969 e colonna sonora del film More - Di più, ancora di più diretto da Barbet Schroeder.

## Storia
L'album nacque in un periodo di transizione per il gruppo che aveva appena perso il leader e fondatore Syd Barrett; la casa discografica fece pressioni per un nuovo album di inediti ma il gruppo non aveva un'idea precisa sulla direzione da prendere. Nei primi mesi del 1969 vennero contattati dal regista Schroeder che propose loro di realizzare la colonna sonora del film che stava realizzando per la cifra di 600 sterline per ogni membro garantendo che la musica prodotta sarebbe rimasta di proprietà del gruppo. Alcuni anni dopo David Gilmour ricordò che accettarono l'idea non tanto per cambiare genere quanto "per fare esercizio. Produrre musica da film era una strada che pensavamo di poter proseguire.”.
La casa discografica non era convinta del progetto ma accettò concedendo però un budget limitato e, inoltre, non concedendo neanche gli studi di Abbey Road al gruppo che venne dirottato sui più economici Pye Studios dove il gruppo entrò a marzo e vi lavorò per nove giorni registrando sedici pezzi per la colonna sonora (ne verranno usati poi 15) e tredici brani per l'album. La colonna sonora riesce a essere completata entro marzo e il film è pronto per maggio mentre l'album venne pubblicato il mese successivo entrando inaspettatamente nella top ten inglese. Nel Regno Unito il film non ebbe i risultati sperati mentre in Francia fu un successo facendo conoscere quindi anche il gruppo.

## Descrizione
(Nick Mason)
L'album raccoglie re-incisioni dei brani usati nella colonna sonora del film, a volte in forme molto diverse. Fu la prima esperienza del gruppo con una colonna sonora. Fu anche il primo disco del gruppo senza Syd Barrett, il quale fu allontanato dal gruppo all'inizio del 1968 durante le registrazioni del precedente lavoro. Raggiunse il 9º posto nel Regno Unito e il 153° negli Stati Uniti.
Nel 1987 l'album venne ripubblicato in formato CD. Una versione rimasterizzata digitalmente venne pubblicata nel 1995 in Europa e nel 1996 in Nord America.
Esistono altre due canzoni, presenti nel film ma escluse dall'album per motivi di spazio: la strumentale Hollywood composta da David Gilmour (della durata di 38 secondi) e Seabirds, scritta da Roger Waters (3 minuti e 50 secondi). Non sono state incluse neanche nella ristampa su CD dell'album. Sono reperibili nel box set The Early Years.  Si trovano anche su alcuni bootleg tratti però direttamente dall'audio del film: in essi, oltre alla musica, sono presenti anche i dialoghi delle relative scene.

## Tracce
Lato A
1. Cirrus Minor – 5:16 (Roger Waters)
2. The Nile Song – 3:24 (Roger Waters)
3. Crying Song – 3:25 (Roger Waters)
4. Up the Khyber (strumentale) – 2:07 (Richard Wright, Nick Mason)
5. Green Is the Colour – 2:53 (Roger Waters)
6. Cymbaline – 4:45 (Roger Waters)
7. Party Sequence (strumentale) – 1:10 (Nick Mason, David Gilmour, Richard Wright, Roger Waters)

Lato B
1. Main Theme (strumentale) – 5:27 (Richard Wright, Roger Waters, Nick Mason, David Gilmour)
2. Ibiza Bar – 3:17 (Roger Waters, David Gilmour, Nick Mason, Richard Wright)
3. More Blues (strumentale) – 2:13 (David Gilmour, Nick Mason, Richard Wright, Roger Waters)
4. Quicksilver (strumentale) – 7:03 (Richard Wright, David Gilmour, Nick Mason, Roger Waters)
5. A Spanish Piece (strumentale) – 1:00 (David Gilmour)
6. Dramatic Theme (strumentale) – 2:11 (David Gilmour, Roger Waters, Richard Wright, Nick Mason)

## Formazione
- David Gilmour - voce solista, chitarra solista, flauto dolce
- Richard Wright - tastiere, organo Farfisa, vibrafono, cori
- Roger Waters - basso, chitarra ritmica, gong, cori
- Nick Mason - batteria, percussioni, bongo